# Église Saint-Pierre-aux-Liens (Daugavpils)
Pour les articles homonymes, voir Église Saint-Pierre.
L’église Saint-Pierre-aux-Liens est l’église catholique la plus ancienne de Daugavpils (Lettonie), avant celle de l’Immaculée-Conception.

## Histoire
Elle a été construite en 1845 dans un style néo-classique et consacrée en 1848 à l'époque où la ville s’appelait Dünaburg (Dunabourg en français). La vieille ville avait été en partie démolie et il fallait reconstruire de nouveaux quartiers. Appartenant à la communauté polonaise catholique de la ville, elle était surmontée à l’époque d’un clocher carré. Elle a été réaménagée dans les années 1920 avec une coupole et une colonnade de chaque côté, lui donnant un petit air de la basilique Saint-Pierre de Rome.
L’église a souffert des bombardements de juin 1941. Les comités locaux communistes et les associations de jeunesse communistes voulaient démolir l'église dans les années 1960, mais finalement la petite paroisse tint bon. L'église fait partie aujourd’hui du diocèse catholique de Rēzekne-Aglona.